# Bukit Jawa
Bukit Jawa (« la colline des Javanais » en malais) est un site préhistorique situé dans le village de Gelok, à environ 7 km au nord de la ville de Lenggong, dans l'État de Perak, en Malaisie.

## Situation
Bukit Jawa est un site de plein-air dans le village de Gelok.

## Historique
En 1990, l'université Sains de Malaisie a lancé une campagne de recherche de nouveaux sites archéologiques dans la vallée de Lenggong, et a alors identifié parmi d'autres le site de Bukit Jawa. Les fouilles n'ont commencé qu'en juillet 1996, alors que le site était menacé par la construction d'une route. L'équipe de fouilles a effectué 23 sondages dans deux zones (BJ1 et BJ2), jusqu'au rocher sous-jacent.

## Description
Le site se présente comme un atelier de taille d'outils lithiques situé sur une ile entourée par un ancien lac aujourd'hui disparu.

## Datation
Bukit Jawa, daté en 1997 d'environ 200 000 ans, figure parmi les plus anciens sites paléolithiques de Malaisie, avec Temelong (1 km au sud de Bukit Jawa) et Lawin, d'âge comparable.

## Vestiges
150 000 à 200 000 outils lithiques et éclats de débitage ont été collectés à Bukit Jawa en 1996. 